# 伊根町立本庄小学校
伊根町立本庄小学校（いねちょうりつほんじょうしょうがっこう）は京都府与謝郡伊根町にある公立小学校。

## 所在地
- 京都府与謝郡伊根町本庄浜馬場先68番地

## 教育目標
- 学校教育目標 - 「本庄・筒川ならではの教育 活き生き本庄小」　～心身ともにたくましく、自ら学ぶ意欲をもち、地域を愛する児童の育成～[1]。
- めざす児童像 - 「主体性、自主・自立（自律）、向上心」　～未来を生きる子どもたちに生きる力を～[1]

1. 自分で考え、判断し、行動する力を身に付けた子
2. 目標に向かって粘り強くやり遂げる子
3. 地域を誇り、主体的に地域や人とつながっていこうとする子
4. 思い切り遊び、互いに認め合える子

## 沿革
- 1873年 - 開校[2]。
- 1983年 - 現在の校舎が完成[2]。
- 1994年 - 筒川小学校、蒲入分校と統合[2]。
- 2005年 - 複式学級を設置。

## 卒業後の進路
公立学校の場合は、伊根町立伊根中学校に進学する。

## 周辺
- 浦嶋神社 - 隣接している。
- 水の江里浦嶋公園 - 隣接している。
- 伊根町立本庄中学校跡地
- 布引滝
- 本庄郵便局
- 国道178号

## 通学区域が隣接している学校
- 伊根町立伊根小学校
- 宮津市立府中小学校
- 京丹後市立弥栄小学校
- 京丹後市立宇川小学校